# Helena Kupčíková
Helena Kupčíková (6. srpna 1943 v Dolném Baru – 7. listopadu 2015 v Pozořicích u Brna) byla slovenská fotografka a fotoreportérka, která působila v České republice.

## Životopis
Narodila se v Dolním Baru na Slovensku a vyučila se fotografkou v Popradu. Poté pracovala v Československé tiskové kanceláři a později v redakci deníku Rovnost, kde setrvala 17 let. Poté se stala oficiální fotografkou magistrátu města Brna. Její práce se zaměřovaly na portrétní a dokumentární fotografii a byly oceněny v různých soutěžích. Kupčíková fotografovala královnu Alžbětu II. během její návštěvy Brna v roce 1996, kromě královny Alžběty II. fotografovala také jejího syna, prince Charlese a princeznu Dianu. Helena Kupčíková zemřela v roce 2015 v Pozořicích u Brna, bylo jí 72 let.

## Publikace
- Elizabeth II Čtyři hodiny s královnou